# Johannes der Kappadokier
Johannes der Kappadok(i)er bzw. Johannes von Kappadokien (lateinisch Iohannes Orientalis; * um 490; † nach 548) bekleidete unter Kaiser Justinian das Amt des praefectus praetorio per Orientem, das in der Spätantike den wichtigsten Posten innerhalb der zivilen römischen Verwaltung darstellte.
Flavius Marianus Michaelius Gabrielius Archangelius Ioannes stammte aus Caesarea in Kappadokien. Obwohl es ihm an klassischer Bildung (paideia) gemangelt haben soll und er offenbar auch nur recht schlecht Latein sprach – womit ihm zwei eigentlich unverzichtbare Voraussetzungen für eine Verwaltungslaufbahn im Oströmischen Reich fehlten –, gelang ihm ein rascher Aufstieg. Um 522 diente er als scriniarius in der Präfektur des Ostens und lernte so Justinian kennen, der damals magister militum praesentalis war. Als dieser 527 Kaiser wurde, betraute er Johannes sogleich mit wichtigen Aufgaben. So nahm er bereits 528 an der von Justinian verfügten Sammlung der römischen Gesetze teil, und 531 wurde er vom Kaiser zum Prätorianerpräfekten ernannt. Aufgrund seiner höchst effizienten, aber rücksichtslosen Amtsführung schuf sich Johannes rasch zahlreiche Feinde (darunter der Historiker Prokop, dem wir eine sehr negative Schilderung des Kappadokiers verdanken, und Johannes Lydos, der Johannes für den Verfall der spätrömischen Verwaltung verantwortlich macht); und während des Nika-Aufstandes im Januar 532 sah sich der Kaiser gezwungen, ihn zeitweilig zu entlassen. Doch spätestens im Oktober war Johannes, dem seine Feinde „heidnische“ Neigungen nachsagten, wieder in Amt und Würden.
Als einziger namhafter Amtsträger scheint er sich getraut zu haben, 533 gegen einen oströmischen Angriff auf die Vandalen zu plädieren; dennoch blieb ihm Justinians Gunst zunächst erhalten. Johannes soll sich auch persönlich bereichert haben; vor allem aber war es nicht zuletzt seine rigide Finanzpolitik, die dem Kaiser die für die Kriege in Ost und West notwendigen Mittel verschaffte. 538 bekleidete Johannes das Konsulat. Es war dann offenbar nicht zuletzt die Feindschaft der Kaiserin Theodora I., die 541 im Rahmen einer Intrige zum Sturz des Kappadokiers führte. Zunächst durfte er einen erheblichen Teil seines Vermögens behalten, doch wurde er etwas später des Mordes an einem Bischof bezichtigt, enteignet und nach Ägypten verbannt. Nach Theodoras Tod durfte er zwar 548 nach Konstantinopel zurückkehren, lebte nun aber bis zu seinem Tod (zu einem unbekannten Zeitpunkt) als offenbar verarmter Priester. 
Sein rascher Aufstieg und tiefer Fall stellen eine der bemerkenswertesten Karrieren der Spätantike dar. Auch die Nachwirkungen seiner administrativen Reformen – so verringerte er die Bedeutung der lateinischen Sprache in der oströmischen Verwaltung und baute die Staatspost teilweise ab – waren erheblich.